# 온양여자고등학교
온양여자고등학교(溫陽女子高等學校)는 대한민국 충청남도 아산시 풍기동에 있는 공립 고등학교이다.

## 학교 연혁
- 1955년 4월 27일 : 온양여자고등학교 설립인가 (6학급)
- 1955년 6월 1일 : 제1학년 입학식 (개교)
- 2004년 3월 1일 : 학급인가(학년당 10학급, 완성학급 30학급)
- 2009년 10월 19일 : 과학중점학교 및 기숙형 고등학교 지정 운영
- 2024년 9월 1일 : 제27대 장호중 교장 부임
- 2025년 1월 8일 : 제68회 졸업식(340명) 총 22,122명
- 2025년 3월 4일 : 제71회 입학식(348명)

## 참고 자료
- 온양여자고등학교 - 한국교육학술정보원 학교알리미